# جسر بامبان

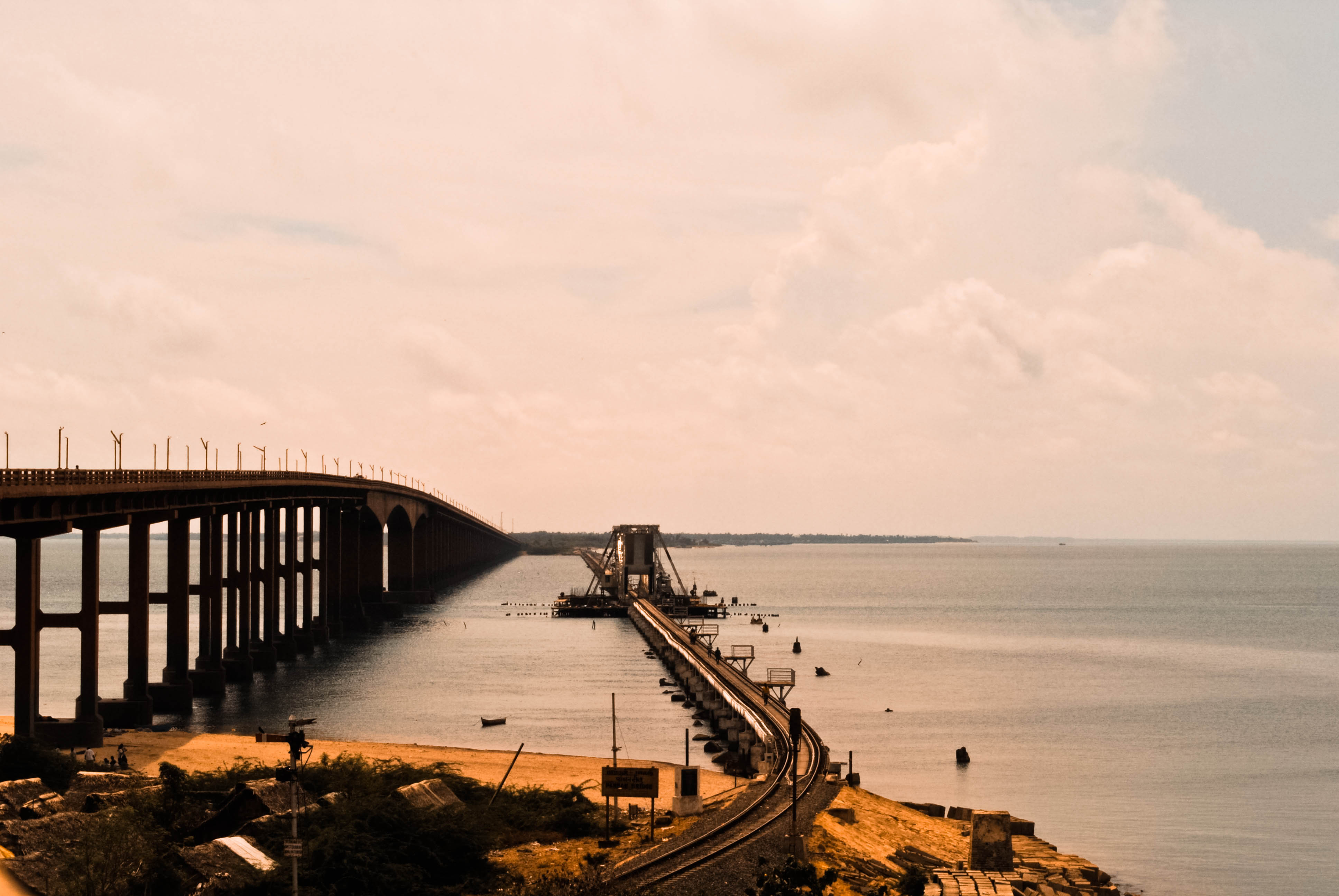
طريق بامبان وجسر السكك الحديدية

جسر بامبان هو جسر للسكك الحديدية يربط مدينة ماندابام في البر الرئيسي للهند بجزيرة بامبان ورامسوارام. تم افتتاحة في 24 فبراير عام 1914,

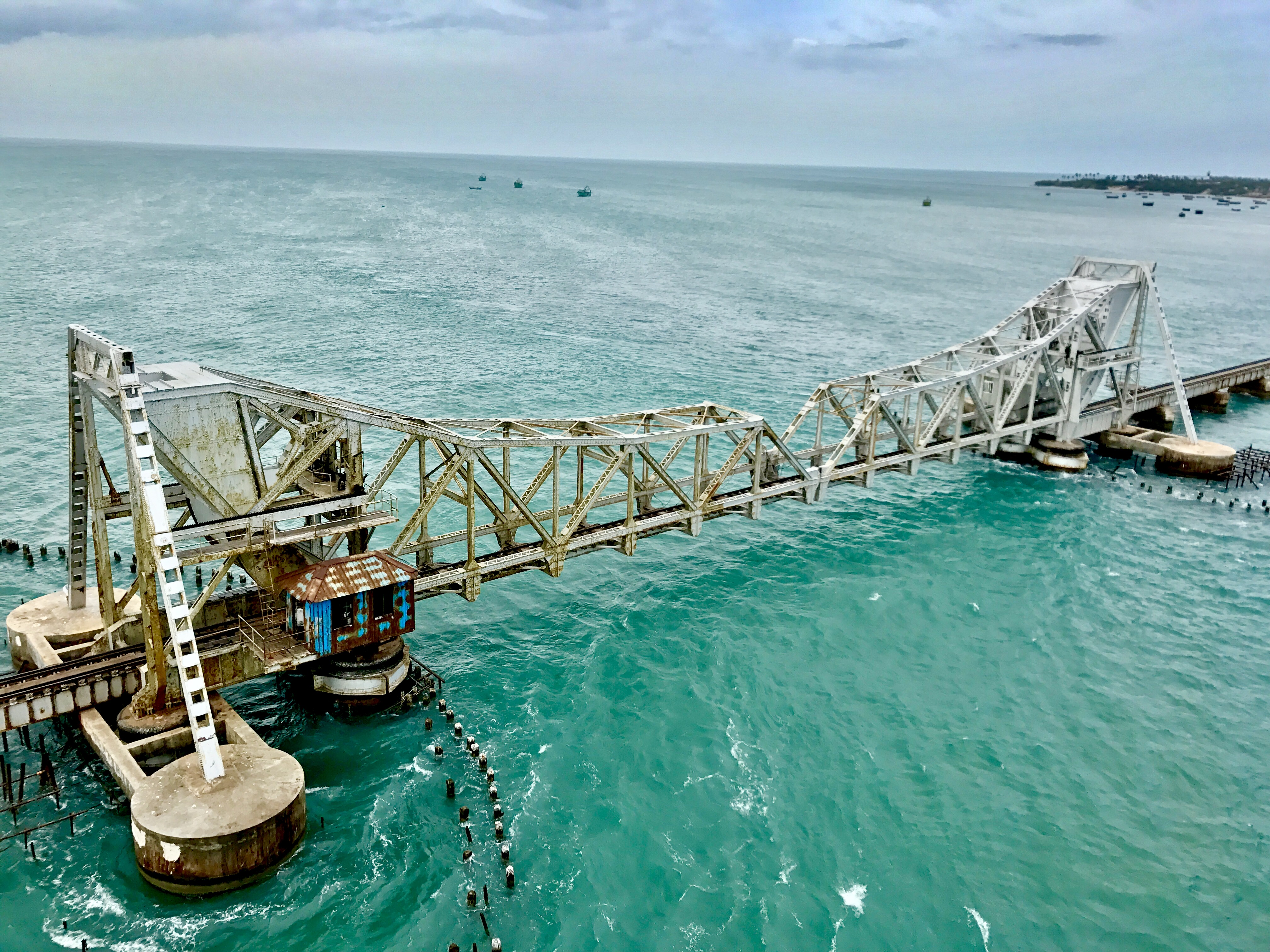
تسمح مساحات الرفع للسفن الصغيرة بالمرور

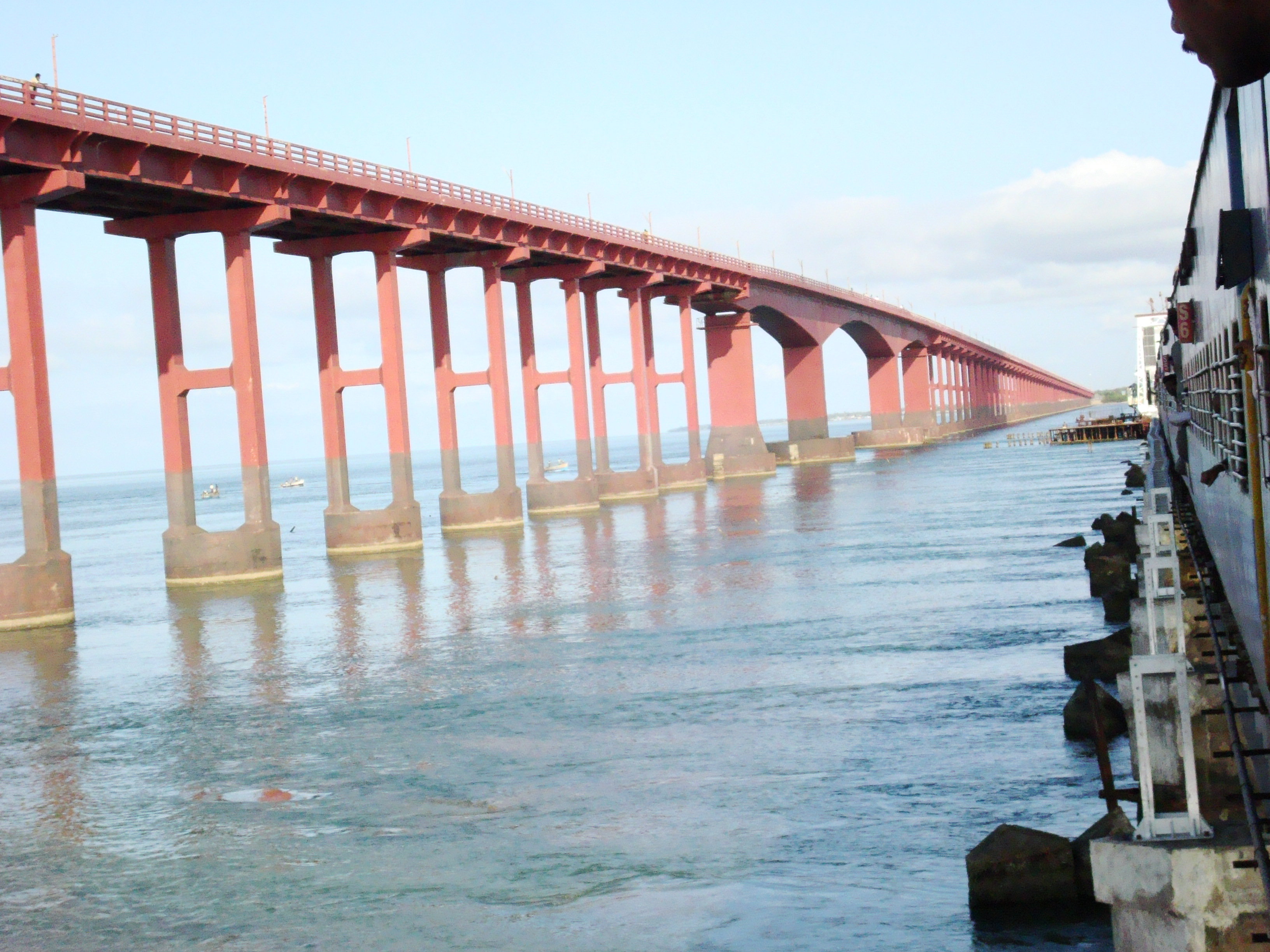
جسر طريق بامبان